# Rodin-Quartett
Das Rodin-Quartett (benannt nach dem Bildhauer Auguste Rodin) ist ein deutsches Streichquartett. Die Mitglieder studierten an der Münchner Musikhochschule und spielen seit 1993 in der heutigen Besetzung. Das Quartett beschäftigt sich häufig mit Werken außerhalb des Standardrepertoires, so z. B. mit den Streichquartetten von Ignaz, Vinzenz und  Franz Lachner oder Musik aus Theresienstadt mit Werken von Gideon Klein, Hans Krása und Viktor Ullmann.
Seit 1997 hat das Ensemble in München eine eigene Konzertreihe mit etwa fünf Konzerten pro Jahr, zunächst im Carl-Orff-Saal (Gasteig), seit 2000/2001 im Max-Joseph-Saal der Münchner Residenz. In diesem Rahmen spielten die Musiker mehrere Zyklen wie alle Beethoven-Quartette, alle (großen) Mozart-Quartette, alle Schumann-Quartette, alle Mendelssohn-Quartette sowie in der Saison 2008/2009 alle Schubert-Quartette.
Das Quartett spielte und spielt mit bekannten Solisten zusammen wie Sharon Kam, Siegfried Palm, Hariolf Schlichtig, Eduard Brunner, Christoph Hartmann, Wolfram Schmitt-Leonardy und Maurizio Baglini.

## Mitglieder
- Sonja Korkeala – Violine
- Gerhard Urban – Violine
- Martin Wandel – Viola
- Clemens Weigel – Violoncello

## Diskografie
- Franz Lachner alle Streichquartette bei Amati (Vol. 1, Vol. 2, Vol. 3)
- Ignaz Lachner alle Streichquartette bei Amati (Vol. 1, Vol. 2, Vol. 3, Vol. 4)
- Vinzenz Lachner Streichquartett d-moll op. 36, Streichquartett Es-Dur op. 27 bei Amati
- Klarinettenquintette der Romantik von Anton Reicha, Andreas Romberg und Louis Spohr mit Eduard Brunner (Klarinette) bei Amati
- Felix Mendelssohn Bartholdy Streichquartett Nr. 2 a-moll op. 13 und Streichquartett Nr. 6 f-moll op. 80 bei Amati
- Ludwig van Beethoven Streichquartett Nr. 11 f-moll op. 95 Streichquartett Nr. 15 a-moll op. 132 bei Amati